# Olivier Gruner
Olivier Gruner, né le 2 août 1960 à Paris, est un acteur et producteur français. Ancien commando marine, il s'est installé aux États-Unis où il est apparu dans divers films d'action à petit budget.
Olivier est un champion de France et champion du monde de kick-boxing et pilote d'hélicoptère. Après avoir pris sa retraite du kickboxing, Olivier est devenu acteur puis réalisateur spécialisé dans les films d'action.

## Biographie

### Jeunesse
Olivier Gruner est né dans une famille à Paris où son père a exercé à l'hôpital Trousseau à Paris et son frère exerce à l'hôpital d'Édouard Herriot à Lyon, sont devenus des chirurgiens renommés. Son jeune frère est devenu ingénieur. Olivier a pris une direction différente dans sa vie après avoir vu un film de Bruce Lee à l'âge de 11 ans. Gruner est devenu captivé par les arts martiaux et a commencé à étudier le karaté Shotokan, puis la boxe et le kickboxing.

### Militaire
Plutôt que de poursuivre une vie universitaire, il a rejoint la Marine Nationale à l'âge de 18 ans et intègre une unité d'élite des commandos marine, le Commando de Penfentenyo.

### Carrière de kickboxing
En 1981, Olivier a quitté la Marine Nationale pour s'entraîner à temps plein et devenir un kickboxeur professionnel. Il a voyagé spécialement dans les Alpes françaises et a commencé à s'entraîner pour combattre de manière professionnelle. Afin de payer ses dépenses de formation, il avait alors quatre emplois: videur, patrouilleur de ski, entraîneur et opérateur de remontées mécaniques.
En 1985, ses succès sur le ring lui permettent de s'entraîner et de se battre à temps plein et, en 1986, il devient champion du monde de kickboxing réalisant ainsi son rêve. En 1987, il se retire pour poursuivre une carrière d'acteur. modèle et directeur.

### Carrière intérimaire
Olivier a été découvert au Festival de Cannes en 1987. En 1988, Gruner déménage aux États-Unis C'est là qu'il a commencé sa carrière cinématographique. Olivier a rejoint Imperial Entertainment et a commencé à jouer dans des films d'action en 1990. Son premier film était avec le film d'action urbain Angel Town et le thriller de science-fiction cyberpunk 1992 d'Albert Pyun, Nemesis. Gruner est resté avec Imperial Entertainment et a continué à jouer dans Automatic (1994), Savate (1997), Mercenary (1997), Mars (1998), Interceptors (1999), TNT (1998) et Interceptor Force 2. (2002). En fin de compte, il est apparu dans plus de 30 films et deux séries télévisées. Olivier a acquis une réputation d'acteur hollywoodien travailleur et discipliné. Tout au long de sa carrière, Olivier a maintenu sa passion pour le fitness, poursuivant le régime physique brutalement exigeant qu'il avait développé et maintenu tout au long de sa carrière militaire et de kickboxing et y ajoutant les compétences nécessaires pour poursuivre ses autres passe-temps physiques exigeants. Au fil des ans, Olivier a maintenu son régime physique exigeant et a acquis de nouvelles compétences, notamment le surf et devenir pilote d'hélicoptère professionnel. Il continue à skier et à faire du parachutisme. En 2013, Olivier a créé son premier long métrage en tant que réalisateur et star, intitulé Re-Generator . En 2014, Olivier réalise son deuxième long métrage en tant que réalisateur, Secteur 4: Extraction . Et travaille actuellement sur la protection de la direction. Olivier a de nombreux projets pour l'avenir et sera actif pendant très longtemps avec sa carrière sportive et cinématographique. Il est devenu garde du corps de Céline Dion, elle qui cherchait un body garde américain et français, elle a proposé à Olivier de faire partie de ces nombreux garde du corps en 2017 lors de sa tournée mondiale pendant deux mois.

## Filmographie
- 1990 : Angel - le prince de la ville
- 1992 : Nemesis
- 1995 : Automatic
- 1995 : Savate
- 1996 : Mercenary
- 1996 : Pulsions primaires
- 1997 : Mars 2056
- 1997 : T.N.T.
- 1999 : Piège dans l'espace
- 1999 : Le Flic de Shanghaï (épisode Espèce en danger)
- 1999 : Mercenary II: Thick & Thin
- 1999 : Interceptors Force
- 1999 : The White Pony
- 2000 : Code Eternity (26 épisodes)
- 2000 : Crackerjack 3
- 2000 : Kumite
- 2001 : G.O.D.
- 2001 : Extreme Honor
- 2002 : The Circuit
- 2002 : Power Elite
- 2002 : The Circuit 2: The Final Punch
- 2002 : Interceptor Force 2 (TV)
- 2003 : Deadly Engagement
- 2004 : SWAT:Warhead One
- 2005 : Crooked
- 2006 : Soft Target
- 2006 : Circuit 3: The Street Monk
- 2007 : Blizhniy Boy: The Ultimate Fighter
- 2008 : Lost Warrior: Left Behind
- 2008 : Skorumpowani
- 2009 : Brother's War
- 2010 : One Night
- 2010 : Re-Generator
- 2010 : Tales of an Ancient Empire
- 2014 : Sector 4
- 2014 : Cyborg Nemesis
- 2015 : The Whole World at Our Feet
- 2015 : Amour
- 2015 : The Chemist
- 2015 : Beyond the Game
- 2015 : EP/Executive Protection
- 2016 : Assassin X
- 2016 : Beyond the Game
- 2016 : Showdown in Manila
- 2016 : Darkweb
- 2017 : Iron Cross Brothers Road Home
- 2021 : Iron Cross: The Road to Normandy
- 2022 : Gunfight at Rio Bravo